# Ескадрені міноносці типу «Карло Мірабелло»
Ескадрені міноносці типу «Карло Мірабелло» (італ. Classe Mirabello) — серія ескадрених міноносців ВМС Італії 1910-х років.

## Історія створення
Протягом 1913–1915 років Італія побудувала скаути (пізніше перекласифіковані в есмінці) типу «Алессандро Поеріо». Але ще до їх вступу у стрій, у 1913 році розпочалась розробка нового, потужнішого корабля. Спочатку передбачалось, що це буде корабель водотоннажністю 5 000 т з легким бронюванням, але через фінансові причини від будівництва цього «майже крейсера» відмовились на користь корабля, розробленого фірмою «Ansaldo».
У 1938 році кораблі були перекласифіковані зі скаутів в есмінці.

## Представники
| Корабель                                        | Виготовлювач     | Закладено              | Спущено              | У строю             | Доля                                                                                 |
| ----------------------------------------------- | ---------------- | ---------------------- | -------------------- | ------------------- | ------------------------------------------------------------------------------------ |
| «Карло Мірабелло» «Carlo Mirabello»             | «Ansaldo», Генуя | 21 листопада 1914 року | 21 грудня 1915 року  | 24 серпня 1916 року | Підірвався на мінах біля о. Лефкас 21 травня 1941 року                               |
| «Карло Альберто Раккія» «Carlo Alberto Racchia» | «Ansaldo», Генуя | 10 грудня 1914 року    | 2 червня 1916 року   | 21 грудня 1916 року | Підірвався на мінах біля Одеси 27 липня 1920 року                                    |
| «Аугусто Ріботі» «Augusto Riboty»               | «Ansaldo», Генуя | 27 лютого 1915 року    | 24 вересня 1916 року | 5 травня 1917 року  | Переданий СРСР як репарація, але залишився в Італії. Розібраний на метал у 1951 році |

## Конструкція
Порівняно з кораблями типу «Алессандро Поеріо» скаути «Карло Мірабелло» мали водотоннажність у півтора раза більшу. Це дало змогу розмістити потужнішу енергетичну установку на 44 000 к.с, що забезпечувала швидкість 35 вузлів.
Також порівняно з попередником вдалось розмістити вісім 102-мм гармат (на дві більше). На двох кораблях («Карло Альберто Раккія» та «Аугусто Ріботі») штатне озброєння посилили, замінивши 120-мм гармату на 152-мм гармату «QF 6 in/40». Але це рішення виявилось невдалим, і у 1919 році ця гармата була демонтована.
У 1920 році на кораблях «Карло Мірабелло» та «Аугусто Ріботі» 102-мм гармати замінили на нові, такого самого калібру, але з довжиною ствола у 45 калібрів. Тоді ж встановили по дві 76-мм гармати «76/40», які, своєю чергою, згодом замінили на 40-мм гармати «пом-пом».
У 1942 році на «Аугусто Ріботі» були демонтовані дві 102-мм гармати, кількість 40-мм автоматів збільшили до трьох. 
У 1943 році на ньому році зняті ще дві 102-мм гармати, 40-мм гармати замінені на шість 20-мм зенітних автоматів та встановлені бомбомети для глибинних бомб. Згодом були демонтовані торпедні апарати